# 舒塔尔那二世
舒塔尔那二世（约公元前14世纪前后在位）（英語：Shuttarna II）米坦尼的胡里特人的国王之一。据阿马尔奈文书记载，他和埃及法老阿蒙霍特普三世结盟并缔结政治婚姻。他统治下的米坦尼繁荣昌盛，多次成功抵御了赫梯的入侵。死后由阿尔塔舒玛拉承袭其位。